# Glee: The Music, Best of Season One
Glee: The Music, The Complete Season One CD Collection es un álbum recopilatorio del elenco de la serie de televisión estadounidense Glee, distribuido exclusivamente para Inglaterra, Contiene dos discos, el primero con 19 canciones grabadas durante la primera temporada de la serie y el segundo con seis pistas instrumentales para karaoke.

## Lista de canciones
| Glee: The Music, Best of Season One (CD 1) |                                         |                                         |          |  |
| N.º                                        | Título                                  | Artista original                        | Duración |  |
| 1.                                         | «Don't Stop Believin'»                  | Journey                                 | 3:24     |  |
| 2.                                         | «Rehab»                                 | Amy Winehouse                           | 3:14     |  |
| 3.                                         | «Take A Bow»                            | Rihanna                                 | 3:19     |  |
| 4.                                         | «Mercy»                                 | Duffy                                   | 3:19     |  |
| 5.                                         | «Somebody To Love»                      | Queen                                   | 3:40     |  |
| 6.                                         | «Halo/Walking On Sunshine»              | Beyonce/KC and the Sunshine Band        | 3:30     |  |
| 7.                                         | «Keep Holding On»                       | Avril Lavigne                           | 3:30     |  |
| 8.                                         | «Sweet Caroline»                        | Neil Diamond                            | 3:30     |  |
| 9.                                         | «Defying Gravity»                       | Elenco de Wicked                        | 3:30     |  |
| 10.                                        | «Don't Stand So Close to Me/Young Girl» | The Police/Gary Puckett & the Union Gap | 3:30     |  |
| 11.                                        | «True Colors»                           | Cyndi Lauper                            | 3:30     |  |
| 12.                                        | «My Life Would Suck Without You»        | Kelly Clarkson                          | 3:30     |  |
| 13.                                        | «Gives You Hell»                        | The All-American Rejects                | 3:30     |  |
| 14.                                        | «Like A Prayer»                         | Madonna                                 | 3:30     |  |
| 15.                                        | «Total Eclipse Of The Heart»            | Bonnie Tyler                            | 3:30     |  |
| 16.                                        | «Jessie's Girl»                         | Rick Springfield                        | 3:30     |  |
| 17.                                        | «I Dreamed A Dream»                     | Elenco de Les Misérables                | 3:30     |  |
| 18.                                        | «Poker Face»                            | Lady Gaga                               | 3:30     |  |
| 19.                                        | «Over The Rainbow»                      | Judy Garland                            | 3:30     |  |

| Glee: The Music, Best of Season One (CD 2) |                                                     |                          |          |  |
| N.º                                        | Título                                              | Artista original         | Duración |  |
| 1.                                         | «Take A Bow» (Karaoke Instrumental)                 | Rihanna                  | 3:24     |  |
| 2.                                         | «Mercy» (Karaoke Instrumental)                      | Duffy                    | 3:14     |  |
| 3.                                         | «Jessie's Girl» (Karaoke Instrumental)              | Rick Springfield         | 3:19     |  |
| 4.                                         | «Total Eclipse Of The Heart» (Karaoke Instrumental) | Bonnie Tyler             | 3:19     |  |
| 5.                                         | «Defying Gravity» (Karaoke Instrumental)            | Cast of Wicked           | 3:40     |  |
| 6.                                         | «Gives You Hell» (Karaoke Instrumental)             | The All-American Rejects | 3:30     |  |